# Flines-lez-Raches
Flines-lez-Raches är en kommun i departementet Nord i regionen Hauts-de-France i norra Frankrike. Kommunen ligger i kantonen Douai-Nord som tillhör arrondissementet Douai. År 2022 hade Flines-lez-Raches 5 677 invånare.

## Befolkningsutveckling
Antalet invånare i kommunen Flines-lez-Raches
| Referens: INSEE |